# Сівасарак
Сівасарак (перс. سيوسرك) — село в Ірані, у дегестані Дейламан, у бахші Дейламан, шагрестані Сіяхкаль остану Ґілян. За даними перепису 2006 року, його населення становило 21 особу, що проживали у складі 7 сімей.